# Cellio
Cellio é uma comuna italiana da região do Piemonte, província de Vercelli, com cerca de 903 habitantes. Estende-se por uma área de 10.05 km², tendo uma densidade populacional de 90 hab/km². Faz fronteira com Borgosesia, Breia, Madonna del Sasso (VB), Quarona, Valduggia.

## Demografia
| Variação demográfica do município entre 1861 e 2011                               |
|                                                                                   |
| Fonte: Istituto Nazionale di Statistica (ISTAT) - Elaboração gráfica da Wikipedia |